# سایئونجی کیتسوشی
سایئونجی کیشی (به ژاپنی: 西園寺 姞子 Saionji Kisshi); 1225 – ۲۰ اکتبر ۱۲۹۲) کوگو، امپراتریس ژاپن همسر امپراتور گو-ساگا اهل ژاپن بود.